# Aalter
Aalter (hist. Aeltre) – miejscowość i gmina (gemeente) w Belgii, w Regionie Flamandzkim, w prowincji Flandria Wschodnia, w okręgu Gandawa. Na północy graniczy z gminą Maldegem, od wschodu z Zomergem i Nevele, od południa z miastem Deinze, a od zachodu z prowincją Flandria Zachodnia.

## Podział administracyjny
W skład gminy wchodzi pięć dzielnic (deelgemeente):
- Bellem
- Knesselare
- Lotenhulle
- Poeke (Poucques)
- Ursel

## Współpraca
Miejscowości partnerskie:
- La Creuse, Francja
- Rotenburg (Wümme), Niemcy